# Kroatische Eishockeyliga 2013/14
Die Saison 2013/14 war die 23. Spielzeit der kroatischen Eishockeyliga, der höchsten kroatischen Eishockeyspielklasse. Es nahmen vier Mannschaften teil, Meister wurde erneut der KHL Medveščak Zagreb II, der in den Play-offs auf Spieler des KHL-Teams zurückgriff.

## Teilnehmer und Modus
An der Austragung 2013/14 nehmen die vier kroatischen Teilnehmern des Vorjahres teil. Nach der Hauptrunde mit 18 Partien je Mannschaft folgen die Play-offs um die kroatische Meisterschaft.

## Hauptrunde
| Pl. |                         | Sp | S  | OTS | OTN | N  | Tore    | Punkte |
| 1.  | KHL Mladost Zagreb      | 18 | 15 | 1   | 0   | 2  | 204:061 | 47     |
| 2.  | KHL Zagreb              | 18 | 11 | 2   | 0   | 5  | 150:081 | 37     |
| 3.  | KHL Medveščak Zagreb II | 18 | 6  | 0   | 3   | 9  | 124:087 | 21     |
| 4.  | KHL Sisak               | 18 | 1  | 0   | 0   | 17 | 052:301 | 3      |

Abkürzungen: Pl. = Platz, Sp = Spiele, S = Siege, OTS = Siege nach Verlängerung (Overtime), OTN = Niederlagen nach Verlängerung, N = Niederlagen

## Play-offs

### Halbfinale
- KHL Mladost Zagreb – KHL Sisak 2:0
  - 3. März 2014: 18:2 (9:1, 2:0, 7:1)
  - 5. März 2014: 21:0 (8:0, 7:0, 6:0)

- KHL Zagreb – KHL Medveščak Zagreb II 0:2
  - 9. März 2014: 3:6 (1:1, 1:2, 1:3)
  - 12. März 2014: 6:13 (3:2, 1:8, 2:3)

### Finale
- KHL Mladost Zagreb – KHL Medveščak Zagreb II 0:3
  - 16. März 2014: 2:7 (1:0,0:6, 1:1)
  - 17. März 2014: 7:8 n. V. (3:1, 2:1, 2:5, 0:1)
  - 19. März 2014: 0:11 (0:4, 0:3, 0:4)

## Auszeichnungen
- Bester Torhüter:  Tihomir Filipec (KHL Medveščak Zagreb II)[1]
- Topscorer:  Tadija Mirić (KHL Mladost Zagreb), 50 Scorerpunkte
- Wertvollster Spieler:  Tomislav Čunko (KHL Mladost Zagreb)